# Monique Isnardon
Monique Isnardon (* 21. Dezember 1919 in Brest, Finistère; † 4. März 2021; auch Simone Isnardon) war eine französische Filmeditorin. Mit ihrem Ehemann Robert Isnardon bildete sie von 1947 bis 1986 ein gemeinsames Team im Bereich Filmschnitt.

## Leben
Isnardon begann ihre Karriere als Cutterin im Jahr 1947 mit der Arbeit am Film Alarm in San Juano (Originaltitel: Cargaison clandestine). Im Jahr 1986 nahm sie ein letztes Mal die Rolle der Filmeditorin bei Asterix bei den Briten ein. Auch Robert Isnardon beendete mit Asterix bei den Briten seine berufliche Laufbahn.
Monique Isnardon verwitwete am 29. April 1988 und lebte bis zu ihrem Tod am 4. März 2021 in Issy-les-Moulineaux.

## Filmografie (Auswahl)
- 1947: Alarm in San Juano
- 1958: Des Königs bester Mann
- 1967: Oscar
- 1969: Der Familienschreck
- 1970: Alles tanzt nach meiner Pfeife
- 1974: Der lange Blonde mit den roten Haaren
- 1976: Der Tolpatsch mit dem sechsten Sinn
- 1976: Brust oder Keule
- 1977: Ein irrer Typ
- 1978: Der Querkopf
- 1978: Ein Käfig voller Narren (La cage aux folles)
- 1980: Noch ein Käfig voller Narren (La Cage aux folles II)
- 1985: Der Filou
- 1985: Asterix – Sieg über Cäsar
- 1986: Asterix bei den Briten